# Nika Turković
Nika Turković, född 7 juni 1995 i Zagreb, är en kroatisk sångerska. Hon deltog i Junior Eurovision Song Contest 2004 och kom på tredje plats med sången Hej Mali. Sedan tävlingen har hon framträtt i många TV-program i Kroatien, däribland 'Studio 10'. Hon har uppträtt med sin skolkamrat Dino Jelusić (som vann Junior Eurovision Song Contest 2003) och med Feminnem. Hennes debutalbum Alien innehåller duetter med Tony Cetinski och Oliver Dragojević.
Nika började sjunga när hon var två år gammal. När hon var 6 år medverkade hon i "Turbo limach show", ett nationellt TV-program, där hon framförde låten Seamisai av Laura Pausini. 8 år gammal skrev hon sin första låttext på engelska, The moon and the stars, som finns med på hennes debutalbum.
Sommaren 2005 uppträdde hon i Sverige. Hon framförde låten Imagine This på Tällberg Forum inför flera av världens ledare, bland annat den svenska kungafamiljen, under sponsorskap av Kofi Annan. Bland de andra uppträdande artisterna kan nämnas operasångerskan Barbara Hendricks. I juni 2007 fick hon en ny inbjudan till Tällberg Forum; denna gång sjöng hon en sång komponerad av Georg Riedel. Hon framförde den i Leksands kyrka tillsammans med flera andra välkända artister.
Nika bor fortfarande i Zagreb med hennes mamma Gordana, tandläkare, pappa Petar, psykolog, syster Kiara och mormor Biserka. Hon talar flytande engelska, spanska, italienska, slovenska och kroatiska. Hon lyssnar mer än gärna på sina idoler Gibonni, Celine Dion, Oliver Dragojević och Pavarotti. Hon är ambassadör i Not For Sale, en kampanj mot människohandel, och i välgörenhetsorganisationen Global Angels.
På senare tid har hon bland annat uppträtt tillsammans med den brittiske rapparen Blak Twang.

## Album
- Alien (2006)